# موبلاگینگ
موبلاگینگ (به انگلیسی: moblogging) یا Mobile blogging نوعی انتشار مطلب است که از طریق موبایل یا تلفن همراه فرستاده می‌شود.
موبلاگ moblog، ترکیبی از دو کلمه Mobile و Blog است.
بموجب تعریف رفرانس د
لغت نامه ای(دیکشنری) وبلاگی است حاوی متن عکس ویدئو وصدا که به وسیلهٔ تلفن یا سایر انواع موبایل ارسال می‌شود و

## موبلاگ‌ها، نسل جدید شبکه‌های ارتباطی اجتماعی
به گزارش گروه خبری GSM، تعداد زیاد وب سایت‌هایی که مختص موبلاگ هستند و فراوانی ذخیره عکس‌های موبایلی در این وب سایت‌ها نشان دهنده افزایش علاقه کاربران به عضو شدن در وب سایت‌های شبکه‌ای و به اشتراک گذاشتن اطلاعات و تصاویر دوربین‌های موبایلشان است. این رشد موبلاگ موقعیت‌های مالی و اقتصادی زیادی را برای شبکه‌های مخابراتی موبایل یا وب سایت‌های شبکه‌ای ارتباطی فراهم می‌آورند. همچنین تولیدکنندگان نرم‌افزارهای موبایلی با تمرکز روی ارائه برنامه‌های موبایل روی اینترنت و از طریق موبلاگ‌ها منافع زیادی بدست خواهند آورد. بیش از ۶۰ درصد کاربران موبایل، گوشی‌های موبایل مجهز به دوربین دارند که این میزان تا پایان سال ۲۰۰۷  به عددی حدود ۱ ۱میلیارد خواهد رسید.
هم اکنون چندین شبکه اجتماعی موبلاگ درایران مشغول فعالیت هستند.
به این سیستم شبکه اجتماعی سیار نیز می‌گویند